# Дрю Беррімор

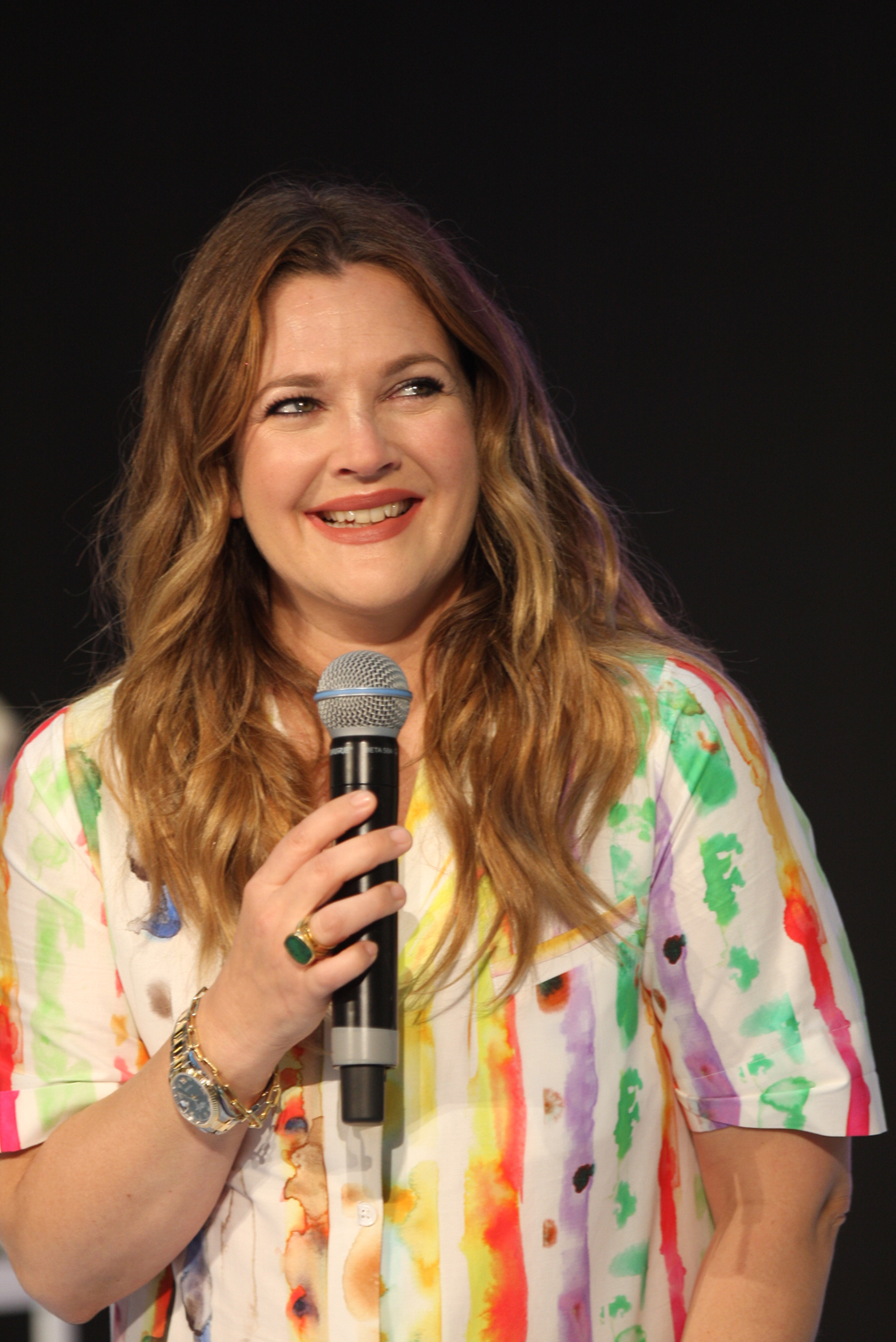
Дрю Беррімор в Австралії, березень 2019

Дрю Блайт Беррімор (англ. Drew Blyth Barrymore; 22 лютого 1975, Калвер-Сіті, Каліфорнія, США) — американська акторка, продюсерка та режисерка, очільниця власної продюсерської компанії «Flower Films», письменниця (автобіографка) та модель. На сьогодні обличчя Дрю Беррімор є одним з найупізнаваніших серед голлівудських знаменитостей, а фільми за її участю зібрали у світовому прокаті понад 2,3 млрд доларів.

## Життєпис
Народилася 22 лютого 1975 року в Калвер-Сіті, округ Лос-Анджелес, Каліфорнія, США, у відомому акторському клані Беррімор: дідом був Джон Беррімор, прадідом Моріс Костелло. Двоюрідний брат Лайонел Беррімор. Хрещений батько: Стівен Спілберг.
Оскільки сімейство Беррімор грало помітну роль у театральному житті США ще в XIX столітті, доля Дрю була багато в чому вирішена змалку. Вже у 5 років вона дебютувала у фільмі «Інші іпостасі», а свою вирішальну роль виконала два роки потому у фільмі Стівена Спілберга «Іншопланетянин». Роль Герті принесла 7-річній акторці всесвітнє визнання.
Кінець 1980 — початок 1990-х років у житті Беррімор був часом, коли вона мала світову популярність і водночас проблеми з алкоголем і наркотиками, які помітно загальмували її кінокар'єру. У 1992 році повернулася на великий екран у фільмі «Отруйний плющ», після котрого виконувала переважно головні ролі в безлічі фільмів, від великобюджетних романтичних комедій («Слова і музика») до фантастичних фільмів, жахів і трилерів («Ангели Чарлі»). 
Здобула популярність як дитяча акторка роллю в картині Іншопланетянин. Випустила автобіографію «Little Girl Lost» про ранні роки та боротьбу з залежностями. Потім з'явилася в ряді успішних фільмів протягом 1990-х років, включаючи «Отруйний плющ», «Хлопчики на стороні», «Шалене кохання», «Бетмен назавжди», «Крик» і «Після того». Беррімор знялася разом з Адамом Сендлером у кількох фільмах: «Весільний співак», «50 перших побачень» і «Змішаний».
У 1991, в 16 років, Баррімор заручилася з Лелендом Гейвордом, тезкою та онуком голлівудського продюсера Леланда Гейворда. Заручини були скасовані через кілька місяців. З 1992 по 1993 рік була заручена і жила з музикантом і актором Джеймі Волтерсом. 20 березня 1994 року одружилася з власником бару Лос-Анджелеса, уродженим Уельсом, Джеремі Томасом, через понад місяць подала на розлучення. Дрю Беррімор є бісексуальною. Має двох дітей: Олів і Френкі Копелман. 
Має дружні стосунки із Кортні Лав (є хрещеною її доньки), Кемерон Діас, Едвардом Нортоном, Джулією Робертс.
Г'ю Гефнер визнав Дрю однією з найяскравіших моделей журналу Playboy.

## Фільмографія

### Акторка
| Рік       |    | Українська назва                       | Оригінальна назва               | Роль                            |
| --------- | -- | -------------------------------------- | ------------------------------- | ------------------------------- |
| 1978      | тф | Раптова любов                          | Suddenly, Love                  | Боббі Грехем                    |
| 1980      | тф |                                        | Bogie                           | Леслі Богарт                    |
| 1980      | ф  | Інші іпостасі                          | Altered States                  | Маргарет Джессап                |
| 1982—2007 | с  | Суботнього вечора у прямому ефірі      | Saturday Night Live             | різні ролі                      |
| 1982      | ф  | Іншопланетянин                         | E.T. the Extra-Terrestrial      | Герті                           |
| 1984      | ф  | Та, що породжує вогонь                 | Firestarter                     | Чарлі Макгі                     |
| 1984      | ф  | Непримиренні суперечності              | Irreconcilable Differences      | Кейсі Бродські                  |
| 1985      | ф  | Котяче око                             | Cat's Eye                       | Аманда                          |
| 1985      | мф | Зоряні феї                             | Star Fairies                    | Гіларі                          |
| 1985      | с  |                                        | ABC Weekend Specials            | Кон Сойєр                       |
| 1986      | с  | Театр Рея Бредбері                     | The Ray Bradbury Theater        | Гізер Лірі                      |
| 1986      | тф | Подорож у казку                        | Babes in Toyland                | Ліза Пайпер                     |
| 1987      | тф | Потаємна любов                         | A Conspiracy of Love            | Джоді Волдарські                |
| 1989      | с  | CBS Особливі шкільні канікули          | CBS Schoolbreak Special         | Сьюзен                          |
| 1989      | ф  | Побачимося вранці                      | See You in the Morning          | Кеті Гудвін                     |
| 1989      | ф  | Далеко від дому                        | Far from Home                   | Джолін Кокс                     |
| 1991      | ф  | Моторама                               | Motorama                        | фентезі дівчина                 |
| 1992      | ф  | Отруйний плющ                          | Poison Ivy                      | Айві                            |
| 1992      | ф  | Музей воскових фігур 2                 | Waxwork II: Lost in Time        | жертва вампіра 1                |
| 1992      | ф  | Без тями від зброї                     | Guncrazy                        | Аніта Мінтер                    |
| 1992      | ф  | Ніде сховатися                         | No Place to Hide                | Тінсел Генлі                    |
| 1992      | с  | Дорога на Малібу 2000                  | 2000 Malibu Road                | Ліндсей Руле                    |
| 1992      | тф | Малювальник                            | Sketch Artist                   | Дейзі                           |
| 1993      | тф | Історія Емі Фішер                      | The Amy Fisher Story            | Емі Фішер                       |
| 1993      | ф  | Допельгангер                           | Doppelganger                    | Голлі Гудінг                    |
| 1993      | ф  | Світ Вейна 2                           | Wayne's World 2                 | Б'йорген К'йорген               |
| 1994      | ф  | Погані дівчата                         | Bad Girls                       | Ліллі Ларонетт                  |
| 1994      | ф  | Усередині золотої шахти                | Inside the Goldmine             | Дейзі                           |
| 1995      | ф  | Хлопці побоку                          | Boys on the Side                | Голлі                           |
| 1995      | ф  | Шалене кохання                         | Mad Love                        | Кейсі Робертс                   |
| 1995      | ф  | Бетмен назавжди                        | Batman Forever                  | Сугар                           |
| 1996      | ф  | Всі кажуть, я тебе кохаю               | Everyone Says I Love You        | Скайлар                         |
| 1996      | ф  | Думки, повні бажання                   | Wishful Thinking                | Лена                            |
| 1996      | ф  | Крик                                   | Scream                          | Кейсі Бекер                     |
| 1997      | ф  | Найкращі люди                          | Best Men                        | Гоуп                            |
| 1998      | ф  | Співак на весіллі                      | The Wedding Singer              | Джулія Салліван                 |
| 1998      | ф  | Історія вічного кохання, або Попелюшка | EverAfter                       | Даніель                         |
| 1998      | ф  | Ось такі пироги                        | Home Fries                      | Саллі Джексон                   |
| 1999      | ф  | Нецілована                             | Never Been Kissed               | Джозі Геллер                    |
| 1999      | мф | Олайв                                  | Olive, the Other Reindeer       | Олайв                           |
| 2000      | мф | Титан: Після загибелі Землі            | Titan A.E.                      | Акіма                           |
| 2000      | мс | Сімпсони                               | The Simpsons                    | Софі                            |
| 2000      | ф  | Дітям до 16-ти                         | Skipped Parts                   | фентазі дівчина                 |
| 2000      | ф  | Ангели Чарлі                           | Charlie's Angels                | Ділан Сандерс                   |
| 2001      | ф  | Донні Дарко                            | Donnie Darko                    | Карен Померой                   |
| 2001      | ф  | Пішов ти, Фредді                       | Freddy Got Fingered             | ресепшн                         |
| 2001      | ф  | Сильна жінка                           | Riding in Cars with Boys        | Беверлі Донофріо                |
| 2002      | ф  | Сповідь небезпечної людини             | Confessions of a Dangerous Mind | Пенні Пачіно                    |
| 2003      | ф  | Ангели Чарлі: Тільки вперед            | Charlie's Angels: Full Throttle | Ділан Сандерс                   |
| 2003      | ф  | Дюплекс                                | Duplex                          | Ненсі Кендрікс                  |
| 2004      | ф  | 50 перших поцілунків                   | 50 First Dates                  | Люсі Вітмор                     |
| 2005      | ф  | Бейсбольна лихоманка                   | Fever Pitch                     | Ліндсі                          |
| 2005—2013 | мс | Гріфіни                                | Family Guy                      | Джилліан Рассел / місіс Локхарт |
| 2006      | мф | Цікавий Джордж                         | Curious George                  | Меггі                           |
| 2007      | ф  | З очей — геть, з чарта — геть!         | Music and Lyrics                | Софі Фішер                      |
| 2007      | ф  | Щасливець                              | Lucky You                       | Біллі Оффер                     |
| 2008      | ф  | Крихітка з Беверлі-Гіллз               | Beverly Hills Chihuahua         | Хлоя                            |
| 2009      | ф  | Обіцяти — ще не одружитись             | He's Just Not That Into You     | Мері Гарріс                     |
| 2009      | тф | Сірі сади                              | Grey Gardens                    | молода Едіт Був'є Біл           |
| 2009      | ф  | Котися!                                | Whip It                         | Смешлі Сімпсон                  |
| 2009      | ф  | У них все добре                        | Everybody's Fine                | Розі Гуд                        |
| 2010      | ф  | На відстані кохання                    | Going the Distance              | Ерін                            |
| 2011      | кф | Наша справа                            | Our Deal                        | Спрей Паінтер 1                 |
| 2012      | ф  | Усі люблять китів                      | Big Miracle                     | Рейчел Крамер                   |
| 2014      | ф  | Змішані                                | Blended                         | Лорен Рейнольдс                 |
| 2015      | ф  | Вже сумую за тобою                     | Miss You Already                | Джес                            |
| 2021      | мс | Замок на Різдво                        | A Castle for Christmas          | камео                           |
| 2022      | ф  | Крик                                   | Scream                          | камео                           |
| 2024      | ф  | Усміхайся 2                            | Smile 2                         | камео                           |

### Режисерка та продюсерка
| Рік       |     | Українська назва            | Оригінальна назва                                | Роль                  |
| --------- | --- | --------------------------- | ------------------------------------------------ | --------------------- |
| 1999      | тф  | Олайв                       | Olive, the Other Reindeer                        | виконавча продюсерка  |
| 1999      | ф   | Нецілована                  | Never Been Kissed                                | виконавча продюсерка  |
| 2000      | ф   | Ангели Чарлі                | Charlie's Angels                                 | продюсерка            |
| 2001      | ф   | Донні Дарко                 | Donnie Darko                                     | виконавча продюсерка  |
| 2003      | ф   | Ангели Чарлі: Тільки вперед | Charlie's Angels: Full Throttle                  | продюсерка            |
| 2003      | ф   | Дюплекс                     | Duplex                                           | продюсерка            |
| 2004      | док |                             | Choose or Lose Presents: The Best Place to Start | режисерка             |
| 2005      | ф   | Бейсбольна лихоманка        | Fever Pitch                                      | продюсерка            |
| 2008      | с   |                             | Shoot to Kill                                    | виконавча продюсерка  |
| 2009      | ф   | Обіцяти — ще не одружитись  | He's Just Not That Into You                      | виконавча продюсерка  |
| 2009      | ф   | Котися!                     | Whip It                                          | режисерка, продюсерка |
| 2009—2013 | с   | Труднощі любові             | Tough Love                                       | виконавча продюсерка  |
| 2010      | с   |                             | Tough Love: Couples                              | виконавча продюсерка  |
| 2011      | с   | Ангели Чарлі                | Charlie's Angels                                 | виконавча продюсерка  |
| 2011      | кф  | Наша справа                 | Our Deal                                         | режисерка             |
| 2013—2015 | с   |                             | Knife Fight                                      | виконавча продюсерка  |
| 2014      | ф   | Щасливий табір              | Happy Camp                                       | виконавча продюсерка  |
| 2014      | ф   | Тварина                     | Animal                                           | виконавча продюсерка  |
| 2016      | ф   | Чи легко бути однією?       | How to Be Single                                 | виконавча продюсерка  |